# Walter Lewis
Walter Aiken Todd Lewis, född 17 juli 1885 i Orangeville, död 29 maj 1956 i Québec, var en kanadensisk roddare.
Lewis blev olympisk bronsmedaljör i åtta med styrman vid sommarspelen 1908 i London.